# アルデンハム (駆逐艦)
アルデンハム (HMS Aldenham) はイギリス海軍の駆逐艦。ハント級のIII型。1944年12月14日にアドリア海で触雷、沈没した。「アルデンハム」は第二次世界大戦中最後に失われたイギリス海軍の駆逐艦である。

## 艦歴
1940年7月4日発注。同年8月22日にキャメル・レアード社のバーケンヘッドの造船所で起工。1941年8月27日に進水し、1942年2月5日に竣工した。
1942年3月21日に「アルデンハム」は喜望峰へ向かうWS17船団の護衛部隊に加えられた。3月27日、同船団護衛中の「アルデンハム」と駆逐艦「グローヴ」、「Volunteer」、「レミントン」は北緯47度21分、西経21度39分でドイツ潜水艦「U587」を沈めた。
アフリカをまわり、スエズ運河を通過して「アルデンハム」は地中海の第5駆逐群に加わった。地中海ではアレクサンドリアとマルタやトブルクとの間で護衛任務に従事し、14の船団を護衛した。
1942年6月、ヴィガラス作戦に参加。6月14日夜、「アルデンハム」はドイツ魚雷艇と機関砲で撃ち合い、死者1名、負傷者2名を出した。6月15日、「アルデンハム」と駆逐艦「ハーワース」は爆撃で損傷した駆逐艦「エアデール」の生存者133名を救助した。また、「アルデンハム」の魚雷と「ハーワース」の砲火で「エアデール」は処分された。6月16日には「アルデンハム」と駆逐艦「エクスモア」、「ビューフォート」はドイツ潜水艦によって撃沈された軽巡洋艦「ハーマイオニー」の生存者440名を救助した。
同月下旬、軽巡洋艦「ダイドー」などともに潜水母艦「メドウェイ」とギリシャ船「Corrinthia」を護衛したが、「メドウェイ」はドイツ潜水艦に撃沈された。
1942年8月29日、「アンデルハム」はエル・ダバ地域などに対する艦砲射撃に参加。なお、資料によりエル・ダバに対する砲撃に参加した艦は異なっており、Jürgen Rohwerは「アンデルハム」と駆逐艦「エリッジ」としているがPaul Kempは「エリッジ」であり、駆逐艦「クルーム」と「ハースリー」の支援を受けていたとする。砲撃中にイタリア魚雷艇の攻撃で「エリッジ」が航行不能となり、「アルデンハム」は「エリッジ」をアレクサンドリアまで曳航した。
1943年5月、ボン岬沖での封鎖作戦に参加。同年7月のシチリア侵攻や9月のサレルノ上陸では上陸用舟艇護衛に従事した。
続いてドデカネス諸島の戦いに参加。空襲により軽微な損害を受けた。アレクサンドリアでの修理後はシングル作戦に参加し、またオランやアルジェリアとナポリの間で船団護衛に従事した。5月はターラントを拠点とし、6月にはバーリに移った。ドラグーン作戦に参加後アドリア海へ向かい、同地のイギリス海軍部隊に加わった。
アドリア海の部隊は「アルデンハム」を含め9隻の駆逐艦で構成されていた。1944年11月2日、「アルデンハム」はドイツの病院船「Bonn」（元ユーゴスラビア船「Šumadija」）を停船させ、バーリへ連行した。「アルデンハム」と駆逐艦「ウィルトン」、「ラマートン」、「ブロックレスビー」などは12月2日にドゥギ島のVeli Ratから出撃し、ロシニ島を攻撃した。12月9日には「アルデンハム」と駆逐艦「アサーストン」はラブ島を砲撃した。
1944年12月14日、「アルデンハム」は「アサーストン」とともにパグ島への艦砲射撃を行うためイスト島から出撃。掩体壕や兵舎などを砲撃したり、砲台と交戦後イスト島への帰路に就いた。Planik島とオリブ島の間を通過するためŠkrda島の北で変針したとき、「アルデンハム」は触雷。二つに分断され沈没した。「アサーストン」やモーターランチ「ML238」、「HDML1162」による救助活動は寒い天候に妨げられ、救助されたのは63名であり乗員126名と後送される途中のパルチザンの負傷者1名およびパルチザンの連絡将校Ivan Preradovićが死亡した。
「アルデンハム」の触れた機雷は1944年12月7-9日の「Fasana」と「TA45」による敷設作戦で敷設されたものであった。